# Lars Georg Rabenius
Lars Georg Rabenius, född den 18 januari 1771 i Näs socken i Uppland, död den 23 juli 1846 på Gottsunda nära Uppsala, var en svensk rättslärd, professor och rektor för Uppsala universitet, son till Olof Ingelsson Rabenius och Anna Kristina Bruncrona, gift år 1814 med Margareta Maria Schultén, omgift 1822 med Eva Charlotta Bruncrona. I första äktenskapet föddes ingen son. I andra äktenskapet föddes Olof Matthias Theodor Rabenius.

## Biografi
Efter akademiska studier  i Åbo med början 1783, och Uppsala, dit han flyttade 1788, blev han filosofie magister 1791. Han blev 1792 extra ordinarie kanslist i akademiska kansliet. Juris utriusque kandidat blev han 1792 och kort därefter docent vid juridiska fakulteten, blev juris licentiat 1800 och utnämndes 1807 till jurisprudentiæ, oeconomiæ et commerciorum professor i Uppsala. Juris utriusque doktor 1810; arbetande ledamot i Lagkommissionen [1811–1814; ledamot av Krigsvetenskapsakademien 1810, Lantbruksakademien 1812, Vetenskapssocieteten i Uppsala 1829 samt flera andra lärda samfund. År 1834 erhöll han adlig värdighet och tog avsked från sin professur 1837. Lars Rabenius ligger begravd på Uppsala gamla kyrkogård.